# Hay-on-Wye

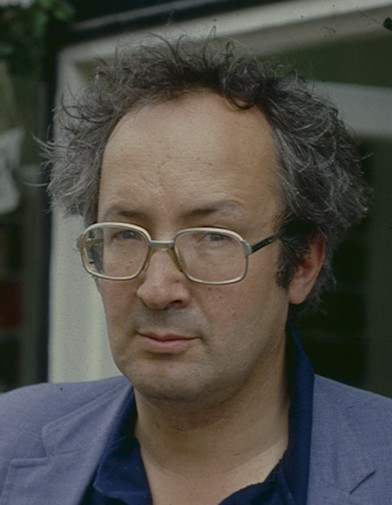
"Kung" Richard Booth, 1984.

Hay-on-Wye (kymriska: Y Gelli Gandryll eller Y Gelli), ofta kallad "the Town of Books", är en stad i Wales i Storbritannien med ungefär 1 860 invånare (30 jun 2017). Det är även en community som heter enbart Hay. Den ligger vid floden Wye, som utgör gräns mellan Wales och England. Sedan bibliofilen Richard Booth (1938–2019) 1977 förklarade staden självständig, med sig själv som kung, har orten gjort sig känd som ett eldorado för andrahandsböcker, med runt 30 bokhandlare och en sedan 1988 årlig litterär festival. 